# Charles Callison
Charles Callison (Moreno Valley, California; 17 de octubre de 1994) es un jugador de baloncesto estadounidense que pertenece a la plantilla del Mitteldeutscher BC de la Basketball Bundesliga. Mide 1,85 metros de altura y ocupa las posiciones de base y escolta.

## Trayectoria deportiva

### Universidad
Jugó dos temporadas con los San Bernardino Valley desde 2013 a 2015, año que ingresó en la Universidad Estatal de Washington en Pullman, Washington, donde jugó durante dos temporadas en el equipo de los Washington State Cougars, desde 2015 a 2017.

### Profesional
Tras no ser elegido en el Draft de la NBA de 2017, fichó por Agua Caliente Clippers de la NBA G-League, pero días más tarde fue cortado sin llegar a debutar. 
Su primera experiencia como profesional sería en las filas del BC Dzūkija de la LKL, con el que disputó 18 encuentros en los que promedió 6.22 puntos.
En la temporada 2018-19, firma por el Horsens IC de la Ligaen, con el que disputó 31 encuentros en los que promedió 15.55 puntos. 
En la temporada 2019-20, firma por el Södertälje Kings de la Basketligan, con el que participa también en Eurocup y la clasificación la Basketball Champions League. Sus números en las tres competiciones fueron de 26 partidos con un promedio de 12.69 puntos en liga doméstica, 6 partidos con un promedio de 16.17 puntos en Eurocup y 4 partidos con un promedio de 16.75 puntos en BCL.
En la temporada 2020-21, regresa al Horsens IC de la Ligaen, con el que disputó 25 encuentros en los que promedió 12.76 puntos. 
En la temporada 2021-22, firma por el BC Odessa de la Superliga de Baloncesto de Ucrania, donde promedia 16.75 puntos en 28 encuentros.
El 14 de febrero de 2022, firma por el Würzburg Baskets de la Basketball Bundesliga alemana.
[actualizar]